# Smod
Smod ist eine Band aus Mali, die von dem Musiker Manu Chao produziert wird. 

## Musik
Stilistisch kann man die Musik der Weltmusik zuordnen, wobei der Einsatz akustischer Gitarren und Reggae-typischer Offbeats der Musik einen entspannten Klang gibt und Rap- und Folk-Elemente den Sound abrunden.

## Alben
Das erste Album „Le Cour de la Vie“ erschien 2002, ihr zweites 2004 unter dem Titel „Vas-Y“. 2011 wurde „I Phone You (Original Motion Picture Soundtrack)“ (7 Titel) veröffentlicht.